# Locking

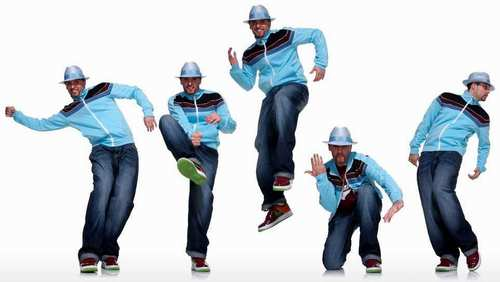
Un bailarín haciendo varios movimientos de Locking.

El locking (originalmente, Campbellocking) es un estilo de baile callejero, que hoy en día se asocia al movimiento Hip Hop. Se caracteriza por rápidos movimientos de muñecas , combinados con otros más relajados (Boogaloo) de caderas y piernas. Los movimientos son generalmente largos y exagerados, y en ocasiones muy rítmicos, sincronizados con la música. En el locking se interactúa a menudo con el público, sonriéndole o solicitándole un choque de palmas (Give me five).

## Orígenes
El locking fue creado por Don Campbell en California en los años 60. Se bailaba originalmente con música funk, como la de James Brown, Sly and the family Stone y grupos similares. 
El nombre está basado en el concepto de lock como bloqueo, el cual creó Don Campbell debido a una mofa que tenía de él sus amigos al realizar malamente un paso de moda como era el Robot Shuffle y el Funky Chicken. El trababa en esos movimientos quedándose en una posición estática tras un movimiento rápido, que termina en una cierta posición, manteniéndola durante un corto período, y después continuando la danza velozmente. Los rápidos y continuos bloqueos, los elementos provenientes de la mímica o la interpretación, las acrobacias (en muchas de ellas se recomienda el uso de protectores para rodillas) y la interacción con el público en general, en suma, un enorme contraste, que hace del locking un estilo de baile llamativo y que requiere de una gran preparación física. Debido a la gran espontaniedad de la danza y a los medios de televisión como Soul Train, el locking fue propagado, primero en ámbito local y luego a nivel nacional. Sin duda la presencia de Don Campbell como bailarín regular en el programa Soul Train, la creación de su grupo Don Campbellockers hizo que fuera su mejor medio de propagación.
Más tarde Don Campbell cambiaria el nombre de Campbellockers por The Lockers por un litigio legal con una compañía musical de con una pieza del mismo nombre, conociéndose hoy más comúnmente como The Lockers. Con la integración en el grupo de Tony Basil como bailarina y mánager logró que el grupo consiguiera muchos espectáculos y shows en programas de variedades como el de Lee Van Dick, anuncios de tv y programa infantiles de Saturday Morning.
La concepción del locking en sus inicios era la de un baile puramente freestyle y solos de sus integrantes pero la gran repercusión que tuvieron y sus continuos espectáculos televisivos canalizaron al grupo a la creación de pequeños pasos rutinas entre los solos de miembros, aumentando en riqueza y cantidad los movimientos de la danza locking.
La vestimenta que se llevaban los lockers, principalmente Don Campbell era de su instituto colegio en los 60-70 que solía ser camisetas y calcetines de rayas, pantalones bombachos y remangados para destacar los calcetines, debido a que era ropa heredada de sus hermanos mayores, teniendo que usar tirantes para no caérsele los pantalones; también gorras grandes estilo boinas muy populares por los músicos de funk como BarKays en conciertos como WattStax. Cuantos más fama por los espectáculo fue cogiendo el grupo de The Campbellockers más fueron cuidando su vestuario con trajes de pingüino, de colores para no perder la estética y referencias al grupo o bailarín en sus prendas.

## Historia y Movimientos
El locking es una danza que surge con la antigua música funk de los 70. Puede ser bailada en solitario o en coreografía con dos o más bailarines. Un locker suele sonreír durante su actuación para enfatizar la naturaleza cómica de la danza. En otras ocasiones un porte serio resulta imperativo para acentuar la técnica del movimiento. Otros elementos característicos son los points y la rotación o el juego con los sombreros y gorras.
Fue en 1971 cuando Don Campbell inició su característico estilo de baile a base de locks, incorporando además gestos, points y choques de palmas. Otros bailarines se adaptaron a este estilo y añadieron pasos, algunos de los cuales se encuentran listados a continuación:
- Alphas - Alpha Anderson.
- Skeeter Rabbit - James "Skeeter Rabbit" Higgins.
- Stop n Go - Greg "Campbellock Jr." Pope.
- Scooby doo - Jimmy "Scooby doo" Foster.
- Which a way - Williamson.

A diferencia de otros bailes callejeros, la alteración o invención de nuevos movimientos no forman parte de esta cultura, que tiende a preservar su formas originales.
- Alpha/applejax - Esta acrobacia comienza con un pateo/patada (kick) hacia delante, desde una posición agachada, mientras el resto del cuerpo se echa hacia detrás, soportado por ambos brazos.
- Up- es uno de los pasos más básicos.
- Pace - golpe de muñeca a cualquier lado dejando la mano muerta.
- Skeeter Rabbit - Combinación de patada y salto, al tiempo que el cuerpo se desplaza y se abren/cierran las piernas.

- Crazy horse - Patadas alternas a ambos lados, con ambas piernas, mientras el tren superior permanece inmóvil, con los brazos al frente, como agarrando las riendas de un caballo.

- Hop kick - Mientras una pierna se mantiene estirada, la otra patea arriba (high kick) rápidamente. Generalmente los brazos juegan también un papel activo, cubriendo un costado o colocando la mano sobre la gorra o sombrero, entre otros.

- Lock - Flexión de brazos por delante del tronco, con los brazos formando unap posición circular, como si estuvieran levantando un objeto pesado. Existen diferentes tipos de locks, todos partiendo del Campbellock original de los 70.

- Scooby doo - Antes o después (en origen) de un up-and-lock se realiza un salto con las piernas flexionadas, alternándolas.

- Scooby walk - Caminar hacia delante con las piernas flexionadas hacia el frente.

- Stop-and-go - Paso hacia atrás, rotación (parte de las caderas) del tronco a un lado u otro, y vuelta hacia delante. El stop queda detrás, y el go es el que lleva el cuerpo adelante.

- Which-a-way - Paso basado en el Crazy Horse original.

- Wrist roll o Twirl - Literalmente, giro de muñeca, mientras el brazo se desplaza. En los desplazamientos que parten de una posición neutra (de pie), es importante que el twirl que sube lo haga lo más próximo posible al costado.

- Ppoints (pointing) - Señalar rápidamente y con el brazo extendido. Tradicionalmente se mantenía durante un corto período, para enfatizar el paso.

- Knee Drop - Caída de rodillas al suelo, con las rodillas mirando hacia dentro.

- Groove Walk or Rock-Steady - Caminando hacia delante, la cadera se balancea desde el pie que está situado delante al que está atrasado, y llevada de nuevo hacia delante, mientras se realiza un nuevo paso, esta vez con el pie retrasado. De ahí que se desprenda ese aire groovy en este paso.